# 孝伯 (曹)
孝伯（こうはく）は、西周の諸侯である曹の第5代の君主（在位 不明 - 前865年）。姓は姫、名は雲。宮伯の子として生まれた。宮伯の後をうけて曹国の君主となった。夷伯、幽伯、戴伯の父。